# Afinação
Na música, embora muitas vezes confundido com calibragem, a afinação corresponde ao processo de produzir um som equivalente a outro (embora provavelmente de timbre diferente), por comparação. É, assim, classificado qualitativamente como bom ou mau (boa afinação/má afinação).
A comparação pode ser entre uníssonos ou com intervalos vários. Próxima à afinação entre uníssonos está a utilização de um intervalo de oitava (por ser a mesma nota, embora numa escala diferente).
Um facto curioso que pode ocorrer durante a afinação (dependendo do instrumento), é a ressonância. Por exemplo, é frequente, durante a afinação de uma guitarra, uma corda reagir ao som de outra corda, sinal de que a afinação está bem feita.
A afinação pode processar-se de diversas maneiras:
- aumentando ou diminuindo a tensão das cordas, nos instrumentos de cordas;
- aumentando ou diminuindo a largura ou comprimento dos instrumentos de sopro;

Afinação e temperamento não são a mesma coisa. A afinação envolve o ajuste, por uníssonos ou intervalos naturais (que podem ser expressos por fracções de inteiros), da altura das notas de um instrumento às de um outro ou, por exemplo, de uma corda de guitarra a uma outra. Se o intervalo não estiver afinado naturalmente, ouve-se um batimento produzido pelos harmónicos desafinados (uma vibração ondulante tipo «uáuáuáuá»); se estiver afinado, não se ouve esse batimento. O temperamento envolve o ajuste da altura de notas afastando os intervalos do seu valor natural «harmónico» para fazer com que os intervalos caibam numa oitava. Os intervalos resultantes geram batimentos e são intervalos que só podem ser expressos por números irracionais.

## Altura ou afinação de padrão
Hoje em dia afinadores e diapasões se referem ao tom A440_(pitch_standard), que é a nota musical Lá que se encontra acima do Dó central do piano, e definem-no com 440 Hz, que são 440 vibrações por segundo. Antigamente a altura variou muito de região em região, e existem instrumentos históricos como órgãos nas igrejas antigas, que até hoje não se adaptaram a essa definição. Por isso tem músicas que no original são anotados em um tom, mas hoje são executadas diferente, se se sabe, que a afinação original diferiu muito da de hoje. 
Também hoje não é assim, que se toca em todos os lugares com 440 Hz. As orquestras tocam normalmente mais agudo, entre 442 e 446 Hz. Um grupo de flautas doces de plástico, sem acompanhamento de outros instrumentos, toca normalmente com todas as flautas totalmente encaixadas, e assim ficam também por volta de 443 Hz. Para se adaptar a um teclado têm que puxar uma flauta já mais ou menos um milímetro para fora. Instrumentos variam também dependendo da temperatura do ambiente. Se fica mais frio, flautas, órgãos e outros instrumentos, que trabalham com ar, viram bastante mais graves, já que o ar se encolhe e o instrumento vira grande demais em relação ao ar. Em contramão as cordas se encolhem no frio e instrumentos como violinos e outras cordas viram assim um pouco mais agudos.
O primeiro contrato para definir uma afinação para todos os países aconteceu em Paris em 1788, que definiu o A4 (Lá3) com 409 Hz. Em 1858 o a Academia francesa aferiu o tom com 435 Hz, o que virou lei na França pelo governo de Napoleão III e depois em outros países avizinhados.
Em 1939 a International Federation of the National Standardizing Associations em Londres definiu o A4 com 440 Hz, outros países seguiam. É uma norma e não uma lei, cada músico ou cada grupo tem a liberdade de escolher uma outra afinação.
Tendo um tom definido, os outros se afinam ou em passos iguais ou desiguais. Na afinação temperada ou temperamento igual a escala se divide em passos iguais, na Europa e na América e na maioria dos outros países normalmente 12 meio-tons iguais, mas existem vários outros métodos que deixam os passos não exatamente iguais como o Temperamento mesotônico ou "Werckmeister 3", entre outros.

## Afina seu instrumento
Para afinar podem ser usados os seguintes tons (som puro, consistente de uma vibração sinusoidal) :
| 431 hertzⓘ | 432 hertzⓘ | 433 hertzⓘ | 434 hertzⓘ |
| 435 hertzⓘ | 436 hertzⓘ | 437 hertzⓘ | 438 hertzⓘ |
| 439 hertzⓘ | 440 hertzⓘ | 441 hertzⓘ | 442 hertzⓘ |
| 443 hertzⓘ | 444 hertzⓘ | 445 hertzⓘ | 446 hertzⓘ |